# Hinata Hjuga
Hinata Hjuga (јап. 日向 ヒナタ Hyūga Hinata) je jedan od sporednih likova u manga i anime seriji Naruto. Njeno prezime „Hjuga” u prevodu sa japanskog znači „prema Suncu,” dok „Hinata” znači „sunčano mesto”. 
U Shonen Jump—ovom spisku najpopularnijih likova, Hinata je uvek bila u prvih 10, a jednom je čak stigla i na 5. mesto. Na početku izlaženja Naruta, Hinata nije imala veliku popularnost da bi pravili jastuke, priveske za ključeve ili posteljinu sa njenim likom, ali kako se serija odvijala, ona je dobila svoju popularnost, pa dan danas ima na stotinu različitih predmeta sa njenim likom.  

## Prvi deo

### Detinjstvo
Hinata je najstarije dete vođe klana Hjuga, Hisašija Hjuge. Kao prvorođena, ona je naslednica imanja koje njen otac poseduje. Ali, ona gubi svoju titulu kao naslednica, a dobija je njena mlađa sestra Hanabi. Jedne noći, Hinatu otimaju nindže iz Kumogakurea, u nameri da ukradu Bjakugan koji je simbol klana Hjuga. Hisaši ubija otmičara, ali na kraju Kumogakure traži da se i on ubije da ne bi došlo do rata između dva sela. Hizaši Hjuga, Hisašijev brat blizanac, pristaje da bude ubijen umesto svoga brata, da bi on mogao da nastavi sa vođstvom Hjuga klana. Zbog Hizašijeve tragične smrti, njegov sin, Nedži Hjuga, pravi mnogo problema u njegovom odnosu sa Hinatom.
Kao naslednicu klana Hjuga, Hisaši je mnogo očekivao od Hinate. Ali, zbog njenog slabog i sporog napredovanja, Hisaši ju je svrstao u neku vrstu „izgubljenog slučaja” i preneo nasleništvo na njenu mlađu sestru koja je napredovala mnogo više nego Hinata. Sada je Hisaši mnogo više pažnje davao Hanabi nego Hinati. Kada Hinata polaže genin ispit i upada u Tim 8, Hisaši skroz gubi intarest za nju, ostavljajući je u rukama Kurenaj Juhi.
Hinata nije imala mnogo prijatelja, najverovatnije zbog toga što je bila veoma stidljiva i nije imala samopouzdanja. Obično je sedela u svojoj sobi i plakala. Takva je bila sve dok nije upoznala Naruta Uzumakija. Kada je videla da se niko ne druži s njim, da on nema nikog na koga može da se osloni, ona je povezala sve ovo sa njenim ličnim životom. Ali, Naruto se nije baš tako lako predavao, verovao je da može da postane poštavan, kao Hokage. Tada je dobila malo samopouzdanja, ali je još uvek bila jako stidljiva i nije imala prijatelja. Kada upada u Tim 8, ona upoznaje Kibu Inuzuku i Šina Aburamea. Oni postaju njeni prvi pravi prijatelji na koje može da se osloni i da im veruje. Hinata je stalno vežbala, ne bi li postala jača. Kada bi se vratila kući kasno uveče, bila je sva garava od prašine, ruke su joj bile crvene i bila je jako umorna. Ali, ipak nije odustajala, jer je i ona htela da postane neko ko će biti poštovan. S vremenom, ona prestaje da bude toliko stidljiva, ali ipak, kad god bi videla Naruta, ona bi se onesvestila.

### Ličnost
Hinata je plašljiva, promišljena, ljubazna, veoma stidljiva i mirna dok govori, a obično i koristi sufikse uz imena njenih prijatelja (Kiba-kun, Šino-kun, Naruto-kun, Li-san...). Veoma je fina, što Nedži shvata njenom slabošću. Ne voli da se svađa i da se bori. Verovatno zbog očevog nepoštovanja, Hinati nedostaje samopouzdanja, ali je zato veliki radnik. Ona takođe nije patetična i jedna je on nekolicine likova koji se saosećaju sa Narutom i žele da budu prihvaćeni. Generalno, Hinata prvo dobro razmisli, pa tek onda stupi na delo, a kada sakupi dovoljno samopouzdanja i hrabrosti, može ga bude veoma dobar zapovednik i vođa, posebno kada je Naruto u blizini. Ona postaje mnogo više otvorenija i spremna da iznese svoje mišljenje kako teče prvi deo, a u drugom delu, Hinata ima mnogo više samopouzdanja.
Hinata takođe ima veoma dobar odnos sa svojim kolegama iz Tima 8. Kibini postupci prema njoj obično su motivisani njegovom brigom za nju, pa ju je tako upozorio da ako se na čunin ispitu desi da se bori protiv Nedžija ili Gare, neka odustane. Šino ima poverenje u Hinatu, pa kad kod bi joj trebala pomoć, on bi bio tu da joj pomogne. Hinata je najbliža njihovom senseju, Kurenaj, koja nije samo zainteresovana za njen napredak kao nindžu, već kao i čoveka. Ona zna Hinatin borbeni stil i za razliku od njenog zahtevnog oca, Kurenai daje sve od sebe da bi približila Hinati tehnike za koje zna da će uspesti da izvede. Nakon poraza od Nedžija, Kurenaj joj tiho čestita na istrajnosti i želji za učestvovanjem. Hinata ponovo počinje da obnavlja vezu sa Nedžijem, a pred kraj provg dela, njen otac počinje da ga trenira, zajedno s njom.

### Čunin ispiti
Hinata se na čunin ispite prijavila ne bi li napredovala. U prvom delu čunin ispita, Hinata je bila smeštena da sedi pored Naruta. Kada uviđa da on ne zna da reši zadatke, ona se nudi da mu da test ne bi li prepisao odgovore. Videći šta se desilo sa nindžom koji je sedeo iza njega, Naruto odbija ponudu, da Hinata ne bi upala u nevolju. Zbog Narutovog malog „govora” pred kraj testa, koji je sve ostavio bez reči, Ibiki Morino, pušta sve genine koji nisu odbili 10. pitanje da prođu u drugi deo čunin ispita.
U drugom delu čunin ispita, Hinatin tim je bio jedan od prvih timova koji su stigli do tornja sa oba svitka. Kada su Kiba i Akamaru namirisali ogromnu količinu čakre, Tim 8 ugleda Garu, Temari i Kankura kako se bore sa nindžama iz Amegakurea. Nakon veoma kratke borbe, Gara ubija sve članove tima iz Amegakurea, a Tim 8 se krije iza žbunja da ih neprijatelji ne bi primetili.
U preliminarnom delu čunin ispita Hinata se borila sa Nedžijem, njenim rođakom koji je mrzi iz dna duše zato što je ona naslednica imanja u njihovom klanu. Ona zamalo da nije odustala nakon Nedžijevog čitanja misli, koje su je veoma jako pogodile, jer jedino što je pričao je to da je ona jako slaba i da je obična kukavica. Ovo je jako razbesnelo Naruta, koji je navijao za nju, pa je dobila barem malo samopouzdanja da se bori protiv svog rođaka. Iako joj je ponestajalo čakre, ona je nastavila de se bori ne bi li dokazala rođaku da nije kukavica i da nije slaba. Baš kada je Nedži hteo da zada svoj zadnji udarac, Kurenaj, Kakaši, Asuma, Gaj i Hajate se pojavljuju i zaustavljaju ga pre nego što ubija Hinatu. Posle ovoga Hinata biva odvezena u Hitnu pomoć, a Naruto moči svoje prste u njenu krv i zaklinje se da će pobediti Nedžija ako se ikada sretnu u borbi.
Nakon mesec dana, Naruto, zabrinut da neće biti u stanju da pobedi Nedžija uprkos svojoj zakletvi, naleće na Hinatu. Kada je počeo da sumnja u sebe, Hinata mu je rekla da on nikad ne odustaje, što je ona oduvek poštovala i divila se, i da je ona postala sigurnija kada je on navijao za nju. To je dalo Narutu snagu i sigurnost da se suprotstavi Nedžiju. Kasnije, Hinata gleda meč između Nedžija i Naruta, ali zbog povreda koje još uvek nisu zacelile, ona se onesvešćuje u sred meča i ne uspeva da vidi kraj. Kiba daje Kabutu Jakušiju da je izliči, neznajući da on nije ANBU operativac, već neprijatelj. Ona je izlečena, ali ostaje bez svesti za ostatak invazije Konohe.

### Specijalnost
Kao član klan Hjuga, Hinata poseduje kekkei genkai ovoga klana, Bjakugan. On joj daje viziju od 360°, rendgenski vid i mogućnost da vidi čakru koja teče kroz telo protivnika. Hinata usput može drastično da poveća domet Bjakugana, pa ponekad može i da vidi predmete daleko od nje i do 10km. Na misiji nalaženja jedne veoma retke bube, Hinata je mogla da vidi i najmanji insekt u tom području, a takođe je mogla videti i infracrveni spektar. Koristeći svoj Bjakugan na sličan način, Hinata je precizno ispaljivala niti čakre na pčele kako bi se odbranila od njih.

## Drugi deo

### Ličnost
U drugom delu Naruta, Hinata biva preimenovana u čin čunina, još uvek ostajući u Timu 8, sada preimanovanom u Tim Kurenaj.
Hinatina osećanja za Naruta ostaju ista kao i pre dve i po godine. Pa tako, kada ga prvi put sreće u drugom delu, ona crveni i gubi svest. Naruto i Kiba pokušavaju da je prizovu svesti. Ponovo, kada dolazi k sebi, Naruto joj pritrčava i kaže: „Hinata! Nemoj da kažeš ni reč i kreni sa mnom!”. Hinata, pogrešno protumačujući Narutove reči, se onesvešćuje, ponovo. Posle Narutovog odlaska, Hinata pita Kibu da li je izgledala više odraslo, da bi impresionirala Naruta. Kiba, šalivši se i zadirkivajući je, joj odgovara kako je izgledala blesavo kao i uvek, a onda dodaje da je Naruto stajao iza nje iznenađen onim što se upravo desilo.

### Nove sposobnosti
Za razliku od Bjakugana koji je posedovala sa 13 godina, njen Bjakugan koji sada ima, sa 15 godina, je razvijeniji i mnogo korisniji. Naime, kada se borila sa Guren, u 6. sezoni, bila je uhvaćena u njen gendžicu, lavirint. Hinata, znajući da je to zamka, koristila je svoj Bjakugan kako bi pratila Guren kroz lavirint, i tako uspela da poništi gendžicu. Usput, Hinata je mnogo preciznija u bacanju niti čakre i stvorila je mnogo više tehnika koje korsti u borbama.

### Borba protiv Akacukija
Najupečatljivija borba u Hinatinom životu je bila ona protiv zadnjeg Pejna, Deva Pejna. Naime, kada Naruta umalo pobeđuje Deva Pejn, Hinata se pridružuje borbi. Tada Hinata priča Narutu kako ju je on uvek bodrio, navijao za nju, davao joj hrabrosti, a da ona nikada nije ništa učinila za njega. Naruto se ljuti na nju jer je ušla u borbu i ugrozila svoj život. Hinata dalje dodaje kako je ona ovde svojom voljom, da je niko nije naterao da dođe. Kada je Naruto pita zašto bi odbacila sopstveni život, ona mu odgovara sa: „Zato što, ja... Ja te volim, Naruto”.
U anime seriji, Hinata je dobila nove tehnike koje je koristila protiv Pejna. Sve vreme dok se borila protiv njega, ona je pokušavala da izvadi mačeve od čakre iz Narutovog tela. Kada biva dva-tri puta bačena na zemlju sa velikih visina, Hinata odlučuje da se samo usredsredi na vađenje mačeva iz Naruta. Kada uspeva da mu se približi dovoljno da izvadi jedan od preostalih mačeva, Pejn je podiže u vazduh i baca svom snagom na zemlju. Hinata, ne odustajući od svoga cilja, očajnički pokušava da dođe do Naruta. Tada vidimo Hinatu kako pokušava da izvadi zadnji mač, a Naruto je pita zašto to radi. Tada mu Hinata odgovara ovim rečima: „Zato što je to moj nindža put, Naruto]]”. Naruto je bio šokiran ovim rečima, jer su one bile njegov nindo, nindža put. Tada Pejn odlučuje da završi s njom, ponovo bacajući je na zemlju i probadajući je jednim od čakrinih mačeva. Naruto se razbesni i pretvara se u Demonsku lisicu.
Nakon Narutove transformacije, Tim Gaj Hinatu brzo odvodi do Sakure koja je mogla da je izleči. Kada se Hinata ponovo budi, prvo što pita je šta se desilo sa Narutom. Kada čuje da je pobedio Pejna, Hinata oseća olakšanje, ali je još uvek tužna zbog toga što nije mogla da ga zaštiti. Posle vidimo, kada se Naruto vraća u selo, da Hinati idu suze na oči zbog radosti. Na kraju te epizode se prikazuje Hinata kako se smeši Narutovoj pobedi.

## Zanimljivosti
- Iako Hinata nije glavni ženski junak u Narutu, Kišimoto je jednom prilikom rekao da bi Hinata bila bolja junakinja nego Sakura, zbog činjenice da je Hinata imala malo složeniju pozadinu za razliku od Sakure.
- Posle 166 epizode Naruto Šipudena Hinata dobija svoju odjavnu špicu pod nazivom „Bicikl”.
- Hinata je jedini ženski lik u seriji koji nije zaljubljen u Saskea Učihu.
- Hinata je prvi put progovorila sa Saskeom za vreme drugog Naruto Šipuden filma: Veze]]

## Literatura
- -{Masashi Kishimoto, Il Mondo di Naruto. La guida ufficiale del Manga vol.1 - Hiden Rin no Sho: Il Libro delle Sfide, Modena, Planet Manga, 2008.
- Masashi Kishimoto, Il Mondo di Naruto. La guida ufficiale del Manga vol.2 - Hiden Hyo no Sho: Il Libro del Ninja, Modena, Planet Manga, 2009.
- Masashi Kishimoto, Il Mondo di Naruto. La guida ufficiale del Manga vol.3 - Hiden To no Sho: Il Libro dei combattimenti, Modena, Planet Manga, 2010.
- Masashi Kishimoto, Il Mondo di Naruto. La guida ufficiale del Manga Vol.4 - Hiden Sha no Sho: Il Libro dei guerrieri, Modena, Planet Manga, 2011.}-